# Saint-Gobain Byggprodukter

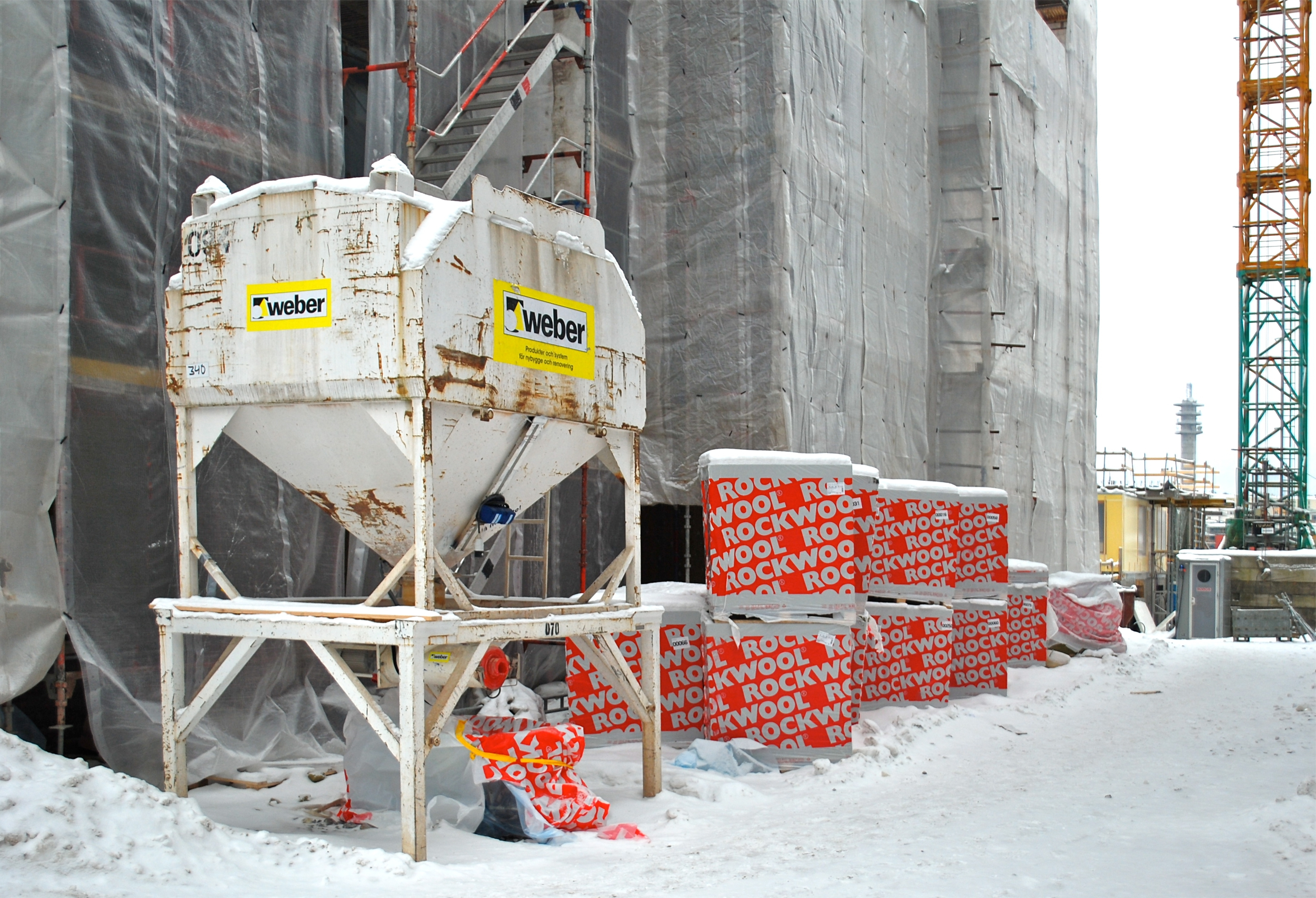
Maskinsystem med automatisk bruksblandning från Weber på en byggnadsarbetsplats i Henriksdalshamnen, Stockholm.

Saint-Gobain Byggprodukter AB är ett svenskt företag inom byggmaterialbranschen. Företaget tillverkar produkter eller levererar olika torrbruk och cementprodukter för byggindustrin. Saint-Gobain Byggprodukter AB verkar på marknaden med varumärket Weber.
Det är systerföretag till AB Svensk Leca och hade 2008 ca 300 anställda och en omsättning på 1,3 miljarder SEK. Sedan 2008 ingår Maxit i Saint-Gobain koncernens del Weber Saint-Gobain och hade 2008 ca 300 anställda till en omsättning på 1,3 miljarder SEK.

## Historia
Saint-Gobain Byggprodukter AB har funnits under olika namn sedan 1871. 2010 bytte företaget namn från Maxit AB. 
Det hela började med kalkbrytning för cirka 350 år sedan i Limhamnsområdet. 1871 startades Skånska Cementaktiebolaget i Malmö-området. Året därpå byggdes i Lomma den första svenska cementfabriken. Kalkstenen till cementtillverkningen togs från Limhamn. Förutom cement bestod verksamheten av tegel, kalk och kalksten.